# Теллурид иридия(VI)
Теллурид иридия(VI) — бинарное неорганическое соединение
иридия и теллура с формулой IrTe3,
кристаллы,
не растворяется в воде.

## Получение
- Нагревание хлорида иридия(III) с избытком теллура в вакуумированной ампуле.

## Физические свойства
Теллурид иридия(VI) образует кристаллы,
которые не растворяются в воде и кислотах,
медленно растворяются в кипящей царской водке.